# Radio Sexe
Radio Sexe est une webradio diffusée sur la plateforme de streaming Twitch. Elle voit le jour en décembre 2018 sur la chaîne du streameur Kameto et prend fin en décembre 2019.
L'émission consiste à commenter les interventions d'auditeurs qui viennent raconter des anecdotes sur le thème de la sexualité.

## Principe de l'émission
Radio Sexe est une radio libre sur Twitch.
Dans l'émission, des auditeurs interviennent et viennent parler de leurs problèmes ou de leurs histoires de sexe. Chaque participant est présélectionné via des modérateurs sur le logiciel de communication instantanée Discord. Les différents intervenants de l'émission, animée par Kameto et Kotei, se présentent chacun comme un "docteur" avec une spécialité propre, se proposant ainsi d'aider l'auditeur à résoudre son problème.
Pour certaines émissions, des invités surprises participent et sont invités à livrer l'une de leurs anecdotes sexuelles. Le rappeur Jok'Air est un invité récurrent, étant déjà passé trois fois[réf. souhaitée].

## Histoire

### Création de l'émission
L'idée d'une webradio germe dans une conversation sur Twitter entre le streameur et ses amis dans laquelle ils se racontent des anecdotes personnelles et se raillent entre eux. De la volonté d'étendre et de diffuser le concept naît la première émission sur la chaîne de Kameto le 24 novembre 2018.

### Gain en popularité
Au fil des émissions, le programme gagne en traction et rassemble des dizaines, puis des centaines de milliers de spectateurs en direct. Gagnant en notoriété, l'équipe de chroniqueurs est ponctuellement complétée par des invités bien connus des fans, tels que le rappeur, humoriste et vidéaste Mister V, l'acteur et réalisateur de films pornographiques Manuel Ferrara ou encore les rappeurs Jok'Air et Alkpote.
La composition exclusivement masculine du casting ainsi que son caractère phallocentré sont vivement critiqués sur les réseaux sociaux et dans la presse féminine qui en fait écho.
Ces critiques sont adressées par l'équipe de l'émission qui y intègrera MyriamManhattan, la première femme chroniqueuse titulaire, lors de la saison 2.

### Fin de l'émission
Après une pause de cinq mois, la première diffusion de la saison 2 est lancée le 24 novembre 2019. Malgré leur absence, les chroniqueurs parviennent à réunir près de 70 000 spectateurs. Deux semaines plus tard sera diffusé le dernier épisode de la webradio le 8 décembre.
Le 5 janvier 2020, via le compte Twitter officiel de la Radio Sexe, est annoncée la fin du programme au moyen d'un communiqué.
La production ne révèle pas les raisons exactes de l'arrêt.

## Diffusion
Lors de la première saison, l'émission était diffusée via la plateforme de streaming Twitch tous les dimanches soir à partir de 21h30. Censée terminer à minuit, il arrivait que l'émission termine bien plus tard. Toutes les émissions sont rediffusées en intégralité sur Youtube, sur la chaîne de Kameto, et également en streaming sur différentes plateformes telles que Spotify, Deezer ou SoundCloud.
L'émission était à l'origine diffusée sans que les présentateurs soient réunis, chacun communiquant via Discord, mais il arrive de plus en plus souvent que les membres se réunissent dans un studio tous ensemble pour l'émission.
À partir de la saison 2, le format de l’émission change et est diffusé un dimanche sur deux.

## Saison

### Saison 1 (2018-2019)
| Émissions        | Émissions                                                        | Émissions | Émissions |
| Date             | Invités                                                          | Viewers   | Réf.      |
| ---------------- | ---------------------------------------------------------------- | --------- | --------- |
| 9 décembre 2018  | Pas d'invités                                                    |           |           |
| 16 décembre 2018 | Pas d'invités                                                    |           |           |
| 23 décembre 2018 | Pas d'invités                                                    |           |           |
| 30 décembre 2018 | Pas d'invités                                                    |           |           |
| 6 janvier 2019   | Pas d'invités                                                    |           |           |
| 13 janvier 2019  | Billy (RebeuDeter)                                               |           |           |
| 20 janvier 2019  | Pfut (Pauleta)                                                   |           |           |
| 27 janvier 2019  | Prime                                                            |           |           |
| 3 février 2019   | Pas d'invités                                                    |           |           |
| 10 février 2019  | Pas d'invités                                                    |           |           |
| 17 février 2019  | Jok'Air                                                          |           |           |
| 24 février 2019  | Pas d'invités                                                    |           |           |
| 3 mars 2019      | Pas d'invités                                                    |           |           |
| 10 mars 2019     | Pas d'invités                                                    |           |           |
| 17 mars 2019     | Pas d'émission                                                   |           |           |
| 24 mars 2019     | Pas d'invités                                                    |           |           |
| 31 mars 2019     | Jok'Air                                                          |           |           |
| 7 avril 2019     | EnjoyPhoenix                                                     |           |           |
| 14 avril 2019    | Manuel Ferrara                                                   |           |           |
| 21 avril 2019    | Mister V                                                         |           |           |
| 28 avril 2019    | Pas d'invités                                                    |           |           |
| 5 mai 2019       | Pas d'émission en raison du ramadan.                             |           |           |
| 12 mai 2019      | Pas d'émission en raison du ramadan.                             |           |           |
| 19 mai 2019      | Pas d'émission en raison du ramadan.                             |           |           |
| 26 mai 2019      | Pas d'émission en raison du ramadan.                             |           |           |
| 2 juin 2019      | Pas d'émission en raison du ramadan.                             |           |           |
| 9 juin 2019      | Kemar                                                            |           |           |
| 16 juin 2019     | Alkpote, Jok'Air                                                 | 90 000    | [ 7 ]     |
| 23 juin 2019     | Pas d'invités                                                    |           |           |
| 30 juin 2019     | Pas d'invités en raison d'une émission spéciale en Corée du Sud. |           |           |
| 8 juillet 2019   | Manuel Ferrara (Émission spéciale à Los Angeles.)                |           |           |

### Saison 2 (2019-2020)
| Émissions        | Émissions | Émissions | Émissions |
| Date             | Invités   | Viewers   | Réf.      |
| ---------------- | --------- | --------- | --------- |
| 24 novembre 2019 | Alkpote   | 70 000    | [ 8 ]     |
| 8 décembre 2019  |           |           |           |

## Identité visuelle

Logo de l'émission de la saison 1